# Falah Hassan
Falah Hassan   (Maysan, 1 de juliol de 1951) és un exfutbolista iraquià de la dècada de 1970.
Fou internacional amb la selecció de futbol de l'Iraq. Pel que fa a clubs, destacà a Al Tayaran i Al-Zawraa SC.
A més de jugador d'Al-Zawraa, en fou entrenador entre 1987 i 1991, i president des de 2010.